# Otto Furch

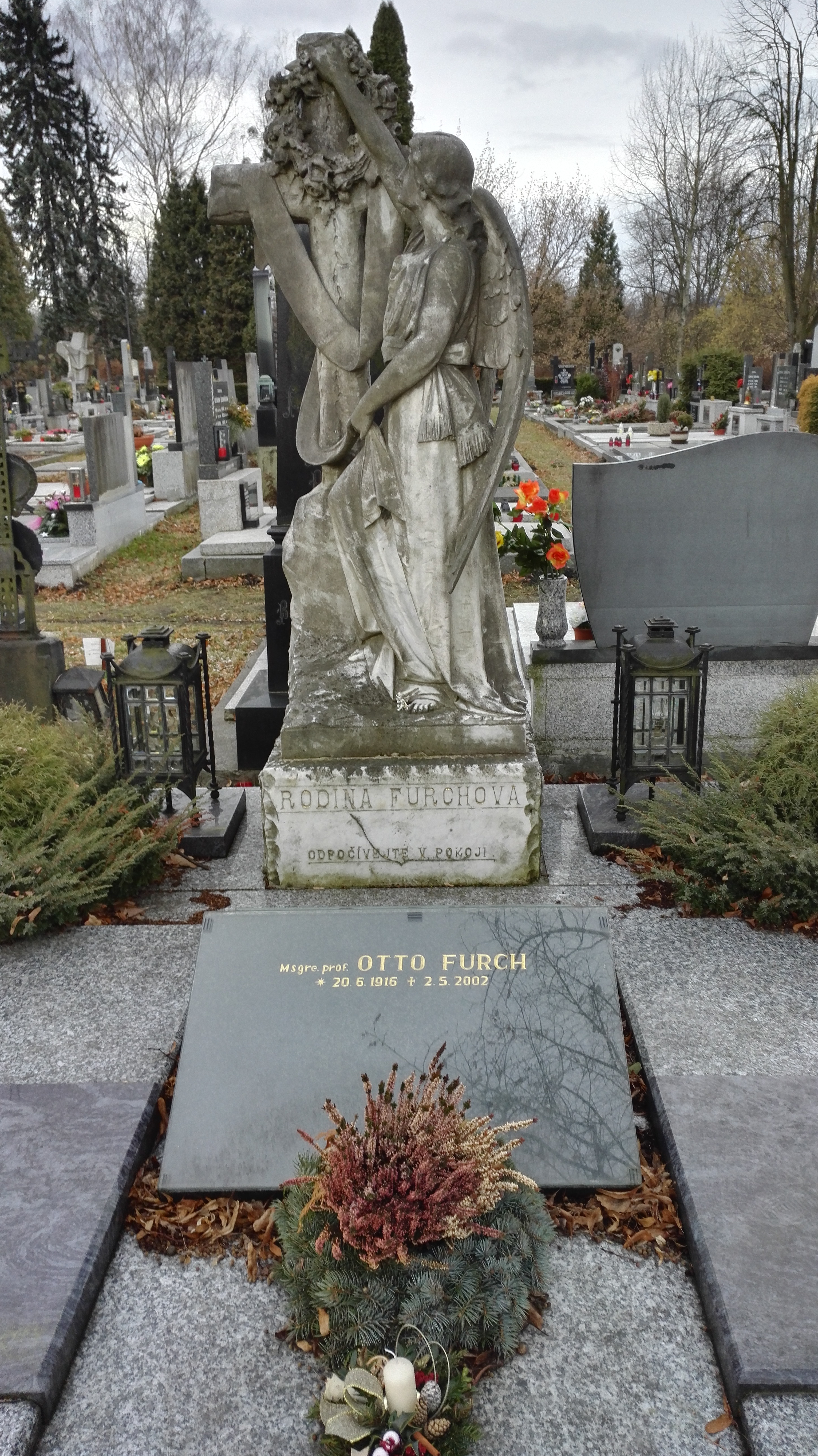
Hrob na Centrálním hřbitově ve Frýdku

Otto Furch (20. června 1916 – 2. května 2002) byl český římskokatolický duchovní, politický vězeň komunistického režimu. Svou činností je spjat s oblastí českého Slezska.
Působil jako sekretář Apoštolské administratury v Českém Těšíně. Roku 1951 byl ve vykonstruovaném procesu odsouzen na 11 let těžkého žaláře, ztrátě občanských práv a veškerého majetku; z vězení byl podmíněně propuštěn roku 1956. Roku 1969 byl soudně rehabilitován.
V letech 1967–1989 působil ve farnosti ve Skalici.